# 디아블로 어둠의 파수꾼
《디아블로 : 어둠의 파수꾼》(영어: Hellmouth)는 2014년 공개된 공포 영화 영화이다.

## 출연

### 주연
- 스티븐 맥허티
- 아리 밀런
- 쇼반 머피

## 수상
- 2015년 33회 브뤼셀국제판타스틱영화제 후보 국제경쟁(존 게디스)